# Flugplatz Langenthal

i7
i11
i13
Der Flugplatz Langenthal ist ein privater Flugplatz in Bleienbach im Kanton Bern. Er wird durch den Aero-Club der Schweiz (AeCS), Regionalverband Langenthal, betrieben.

## Lage
Der Flugplatz liegt etwa 5 km südwestlich von Langenthal. Das Flugplatzgelände liegt auf dem Gebiet der politischen Gemeinde Bleienbach. Naturräumlich liegt der Flugplatz im Schweizer Mittelland. Die Aare fliesst etwa 5 km nördlich des Flugplatzes in nordöstlicher Richtung.

## Flugbetrieb
Am Flugplatz Langenthal findet Flugbetrieb mit Segelflugzeugen, Motorseglern, Ultraleicht- und Motorflugzeugen bis 5700 kg Gesamtabflugmasse statt. Der Start von Segelflugzeugen erfolgt per Flugzeugschlepp. Der Flugplatz verfügt über eine 585 m lange Start- und Landebahn aus Asphalt sowie eine 335 m lange Start- und Landebahn aus Gras. Nicht am Platz stationierte Luftfahrzeuge benötigen eine Genehmigung des Platzhalters (PPR), um in Langenthal landen zu können. Der Flugplatz verfügt über eine Tankstelle für AvGas 100 LL und UL 91.
Am Flugplatz sind drei Luftsportvereine beheimatet. Weiterhin ist ein EASA-zertifizierter Betrieb ansässig, bei dem Reparatur- und Wartungsarbeiten an Motorflugzeugen bis 5700 kg Gesamtabflugmasse durchgeführt werden können.

## Geschichte
Die erste Graspiste und ein Hangar wurden 1934/35 vom Aero-Club Langenthal mit finanzieller Unterstützung der eidgenössischen Direktion für Militärflugplätze erstellt. Der Flugplatz Langenthal wurde am 31. August und 1. September 1935 eingeweiht. Im Zweiten Weltkrieg war vorübergehend eine Fliegerkompanie in Bleienbach stationiert, für die schnelleren Flugzeuge wurde die Piste 1940 ostwärts verlängert. Aber auch das reichte nicht und die Armee verliess den Platz vor Kriegsende. Vor und nach dem Krieg diente der Flugplatz in erster Linie der Sportfliegerei (Motor- und Segelflugzeuge), aber auch als Basis für Rundflüge. Im Jahr 1951 siedelte sich die Firma Max Daetwyler am Flugplatz an und eröffnete dort einen Revisions- und Reparaturbetrieb, der ab 1956 auch Flugzeugteile (namentlich für das Mirage-Programm) herstellte. Im Jahr 1982 kam die Firma Airla Aircraft Service GmbH hinzu. Die Asphaltpiste wurde im Jahr 2007 erbaut und Anfang Mai 2007 eingeweiht.